# Las Bordadoras de Isla Negra
Las Bordadoras de Isla Negra fueron un grupo de costura de mujeres de la ciudad costera de Isla Negra, Chile, que funcionó de 1967 a 1980.

## Trayectoria
El grupo tenía carácter autodidacta y estaba liderado por Leonor Sobrino de Vera, artista y residente destacada de Isla Negra. Alcanzaron reconocimiento mundial a finales de la década de 1960 y principios de la de 1970 por sus tapices bordados que representaban escenas de la experiencia personal de las mujeres, la vida cotidiana y las historias locales y nacionales. Para su realización, las mujeres trazaban la idea del en papel y luego la plasmaban sin patrón directamente en los sacos de harina.
Las piezas de arte naif producidas por las Bordadoras fueron bien recibidas a nivel local, nacional e internacional. En los años siguientes a dos exitosas exposiciones en Chile, una la del Museo de Bellas Artes en 1969, con prólogo de Pablo Neruda; los tapices se exhibieron en museos y galerías de todo el mundo, incluida la Gallerie du Passeur en París y el Instituto de Artes Contemporáneas de Londres, en 1972; así como en la Bienal de Sao Paulo en 1973.
En 2015 se les otorgó el Sello de Origen a la Marca de Certificación “Manos de Isla Negra”, con la intención de promocionar y proteger comercialmente productos típicos del país, que otorga el Ministerio de Economía.
Con motivo del 50º aniversario de la primera exposición del grupo, en 2019, se realizó la muestra Bordar el Desborde. Bordadoras de Isla Negra, en la que se exhibieron 30 telas bordadas realizadas entre 1969 y 1999, fotografías, documentos y recortes de prensa, relacionadas con la trayectoria de este colectivo artístico. Contó, además, con la participación de bordadoras que formaron parte del grupo.
En 2024, un textil bordado de gran formato de 1972 fue exhibido por primera vez en la 60.ª Bienal de Venecia. Esta pieza que forma parte de la colección del Centro Cultural Gabriela Mistral, había desaparecido en 1973 durante la dictadura, reapareció y fue devuelto en 2021, y nuevamente exhibido en 2022, tras su restauración. Este mismo año, también se realizó la muestra Bordadoras: hebras de historia, música y creatividad en Valparaíso.
Se dice que las Bordadoras de Isla Negra influyeron en los grupos arpilleristas chilenos más conocidos de la década de 1970, aunque no hay consenso sobre la validez de estas afirmaciones.